# ميافيزية
الميافيزية او يعاقبة او اليعقوبية (Miaphysitism) هي العقيدة الدينية الخاصة بطبيعة المسيح لدى الكنائس الأرثوذكسية المشرقية. وترى أن ألوهة وبشرية المسيح متحدتان في طبيعة واحدة، لا يمكن فصلهما أو مزجهما أو تحويرهما.
يعتبر أتباع الكنائس المتبعة لمجمع خلقيدونية هذه النظرة موافقة لعقيدتهم، غير أنهم يعتبرونها كذلك نوعا من أنواع المونوفيزية التي رفضها مجمع خلقيدونية. وهو الاتهام الذي يرفضه الأرثوذكس المشارقة.